# 우시로유비사사레구미
우시로유비사사레구미(일본어: うしろゆびさされ組)는 오냥코클럽 멤버 중 타카이 마미코, 이와이 유키코의 2명에 의해 1985년에 결성한 일본의 여성 아이돌 그룹이다.

## 멤버
- 타카이 마미코
- 이와이 유키코

## 음반 목록

### 싱글
1. うしろゆびさされ組 (1985년 10월 5일)
2. バナナの涙 (1986년 1월 21일)
3. 象さんのすきゃんてぃ (1986년 5월 2일)
4. 渚の『・・・・・』 (1986년 8월 27일)
5. 技ありっ! (1986년 11월 23일)
6. かしこ (1987년 2월 21일)

### 앨범

#### 오리지널 앨범
1. ふ・わ・ふ・ら (1986년 6월 5일)
  - 2008년 7월 16일에 "Myこれ!チョイス 15 『ふ・わ・ふ・ら』+シングルコレクション"이 발매.
2. AN bALANCING TOY  (1986년 12월 15일)
3. ∞ (アンリミテッド) (1987년 3월 11일)

#### 베스트 앨범
1. MYこれ!クション うしろゆびさされ組BEST (2001년 12월 5일)
2. うしろゆびさされ組 うたの大百科 (2004년 5월 19일)
3. うしろゆびさされ組+うしろ髪ひかれ隊 SINGLESコンプリート (2007년 7월 18일)
4. Myこれ!Lite うしろゆびさされ組 (2010년 4월 21일)
5. ザ・プレミアムベスト うしろゆびさされ組 (2012년 11월 21일)

### 영상 작품
1. マジカルうしろゆびツアー (1987년 3월 29일)

## 같이 보기
- 오냥코클럽
- 우시로가미히카레타이